# Mark Jarzombek
Mark Jarzombek (1954) es un historiador de la arquitectura  nacido en los Estados Unidos. Desde el año 1995 trabaja como profesor en el Departamento de Teoría crítica sobre Arquitectura de la Escuela de Arquitectura y Planificación del  Instituto de Tecnología de Massachussets (MIT), en Cambridge (Massachusetts), Estados Unidos.

## Carrera profesional
Jarzombek recibió su formación en arquitectura en la Escuela Politécnica federal de Zurich, donde se graduó en el año 1980. Continuó sus estudios en el Instituto de Tecnología de Massachussets, en donde obtuvo el doctorado en 1986.
Fue profesor en la Universidad de Cornell hasta el año 1994. Ha escrito sobre una amplia variedad de temas de arquitecrura, desde la arquitectura renacentista hasta la crítica contemporánea.
Fue becario en el año 2005 del Instituto de Arte Sterling y Francine Clark (Clark Art Institute), becario en el año 2002 en el Centro Canadiense de Arquitectura de Montreal, becario residente en el año 1993 en el Instituto de Estudios Avanzados de Princeton y becario postdoctoral en 1986 en el Centro Getty para la Historia del Arte y las Humanidades en Santa Mónica.
Jarzombek es autor del curso masivo abierto en línea Una historia global de la arquitectura, accesible en edX, en el año 2016.

## Publicaciones
- On Leon Battista Alberti, His Literary and Aesthetic Theories (MIT Press, 1989).
- The Psychologizing of Modernity: Art, Architecture and History (Cambridge University Press, 2000).
- Designing MIT: Bosworth's New Tech (Boston: Northeastern University Press, octubre de 2004).
- A Global History of Architecture, con Vikram Prakash y Francis DK Ching (Nueva York: Wiley & Sons, agosto de 2006) (Traducción al español Una historia global de la arquitectura, Barcelona: ed. GG, ISBN: 9788425223792).
- «The Post-traumatic Turn and the Art of Walid Raad and Krzysztof Wodiczko: from Theory to Trope and Beyond», en Trauma and Visuality, Lisa Saltzman y Eric Rosenberg, editores (University Press of New England, 2006)
- Architecture of First Societies: A Global Perspective  (Nueva York: Wiley & Sons, 2014)
- Digital Stockholm Syndrome in the Post-Ontological Age (Minneapolis: University of Minnesota Press, 2016)